# Nicolaus Wurm
Nicolaus Wurm (Neuruppin, 1350 – ...) è stato un giurista tedesco.
Impiegato presso molti signori tedeschi, fu autore dell'opera giuridica Stradecht (1399).